# تنفيس (علم نفس)

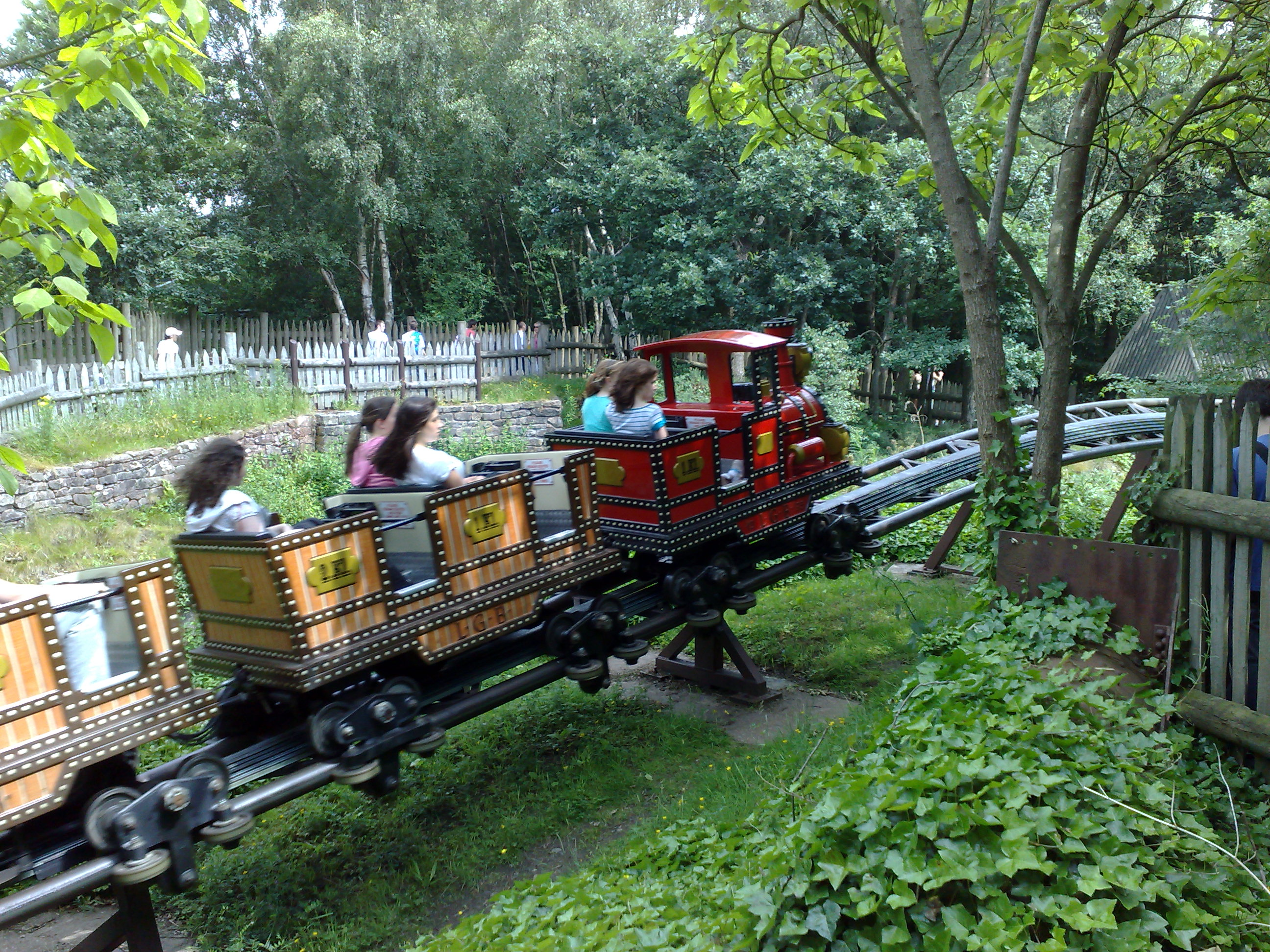

التنفيس (بالإنجليزية: Acting out)‏ هو مصطلح نفسي متصل السياق بالدفاعات النفسية وضبط النفس، ويعني القيام بعمل معين بدلا من تحمل وإدارة الدافع لتنفيذه، حيث إن هذا العمل عادة ما يكون معادي للمجتمع، ويمكن أن يتخذ شكل الإدمان (مثل الشرب، وتعاطي المخدرات أو السرقة) أو في شكل وسيلة معينة (في كثير من الأحيان دون وعي أو شبه واعية) لجذب الاهتمام (مثل رمي نوبة غضب أو يتصرف مشوش).
على سبيل المثال فإن الطفل قد يُنفس عن العدوان الذي اكتسبه من طريق التربية السيئة في صورة انفعالات خارجية، فتجده يكسر ما يجده في المنزل ويضرب أي شيء أمامه، أو يلقي بالأكواب الزجاجية.
في الاستخدام العام، فإن هذا العمل مدمر للنفس أو للغير، وربما يمنع من تطوير استجابات أكثر بنّاءة تجاه المشاعر، ويستخدم هذا المصطلح في علاج الإدمان الجنسي، والعلاج النفسي وعلم الجريمة والأبوة والأمومة.

## البدائل
قد يتعارض تنفيس المشاعر السلبية مع التعبير عنها بطرق أكثر فائدة للمتضرر، على سبيل المثال، من خلال التحدث عنها، العلاج التعبيري، السيكودراما أو من خلال الوعي التام بالمشاعر.
يعد تطوير القدرة على التعبير عن صراعات الفرد بطريقة سليمة وبناءة جزء شديد الأهمية في سياق السيطرة على الانفعالات، وتطوير الذات والرعاية الذاتية.

## في التحليل النفسي
اعتبر فرويد أن المرضى أثناء التحليل يميلون إلى تنفيس صراعاتهم بدلا من تذكرها- . قهر التكرار-، وكانت المهمة التحليلية هي «مساعدة المريض الذي لا يتذكر أي شيء من ما قم بنسيانه أو قمعه، ولكنه قام بتنفيسه» ليحل النشاط الحالي محل الذاكرة الماضية.
وأضاف أوتو أن التنفيس في بيئة التحليلي يحتمل أن يعرض أفكار قيمة بالنسبة للطبيب المعالج. لكنه كان الرغم من ذلك مقاوم من الناحية النفسية بقدر تعامله فقط مع الحاضر على حساب إخفاء التأثير الكامن في الماضي. تحدث لاكان أيضا من «القيمة التصحيحية للتنفيس».

## تفسير
يختلف تفسير التنفيس ورد الفعل تجاه إلى حد كبير بحب السياق والتوقعات.

### في تربية الأبناء
السنوات الأولى، يمكن أن تُفهم نوبات الغضب كحلقات من التنفيس. حيث أن الأطفال الصغار لم يطورا وسائل تواصل للتعبير عن مشاعرهم السلبية، كما أن نوبات الغضب أثبتت أنها وسيلة فعالة وقابلة للتحقيق لتنبيه الآباء والأمهات لاحتياجاتهم ولجذب انتباههم.
وبنمو الأطفال فإنهم عادة يتعلمون استبدال هذه الاستراتيجيات الساعية لجذب الانتباه بأخري أكثر قبولا وإيجابية.
في سنوات المراهقة، قد يأخذ التنفيس شكل سلوكيات متمردة مثل التدخين والسرقة وتعاطي المخدرات ويمكن فهمها على أنها «صرخة طلبا للمساعدة.» وقد يكون هذا السلوك الجانح هو في حقيقته بحث عن احتواء من الوالدين أو النماذج الأبوية الأخرى.

### في الإدمان
يعطي التنفيس، في حالة إدمان السلوك أو المخدرات، المدمن وهم بأنه في موضع السيطرة.

### في علم الجريمة
يشكك علماء الجريمة في ما إذا كانت جنح الأحداث تعتبر شكل من أشكال التنفيس، أو أتها تعكس صراعات أوسع تشارك فيها عملية التنشئة الاجتماعية.

## اقرأ أيضا
فرانز الكسندر، 'The Neurotic Character' International Journal of Psychoanalysis XI 1930

## وصلات خارجية
- Acting out Psychological Term From http://www.betipulnet.co.il

### علم النفس
- Acting Up is Not "Acting-Out" Dr George Simon at CounsellingResource.com
- "Projective Identification, Countertransference, and the Struggle for Understanding Over Acting Out" Robert T. Waska, M.S., MFCC, Journal of Psychotherapy Practice and Research 8:155-161, April 1999
- Sophie de Mijolla-Mellor, 'Acting out/Acting-in'

### مساعدة ذاتية
- Acting out More complete explanation from a psychological perspective.
- Acting out Understanding acting out from outsiders and insider's perspectives, suggestions for developing positive potential from acting out traits.

### تربية الأبناء
- Acting out نسخة محفوظة 8 مايو 2006 على موقع واي باك مشين.